# كأس ألمانيا 2002–03
كأس ألمانيا 2002–03 (بالألمانية: DFB-Pokal 2002/03)‏ هو الموسم 60 من كأس ألمانيا. أشرف على تنظيمه اتحاد ألمانيا لكرة القدم، وكان عدد الأندية المشاركة فيه 64، وفاز فيه بايرن ميونخ.